# 洪敏球
洪 敏球（ホン・ミンク、朝鮮語: 홍민구、1975年 4月12日 - ）はKBOリーグに所属していた大韓民国出身の元プロ野球選手（投手）、野球指導者。

## 経歴

### 現代時代
釜山商業高校と漢陽大学を卒業した後、1998年にドラフト2次ラウンド1巡目指名を受けて現代ユニコーンズに入団した。
しかし、指名当時から肩の負傷を抱えていたため一軍での活躍はほとんどできず、現代では5年間在籍して21試合登板し2勝、ERA 4.06という成績に終わった。
2002年限りで現代から戦力外になった。

### 斗山時代
その後斗山ベアーズに移籍したが一軍出場がなく、2003年オフに白大雲などとともに放出され現役を引退した。

### 引退後
その後はしばらく野球から離れていたが、2013年に警察野球団のコーチになった。
2015年からは高揚ダイノス（NCダイノス2軍）のリハビリコーチを引き受け、2018年にはブルペンコーチに異動になった。しかしチームが最下位になるとNCを退団となった。
2019年にはロッテ・ジャイアンツ2軍投手コーチに赴任し、7月23日からは1軍のブルペンコーチを務めることになった。
2020年からはロッテの残留軍リハビリコーチとして活動する。

## 詳細情報

### 年度別投手成績
| 年 度    | 球 団    | 登 板 | 先 発 | 完 投 | 完 封 | 無 四 球 | 勝 利 | 敗 戦 | セ 丨 ブ | ホ 丨 ル ド | 勝 率 | 打 者 | 投 球 回 | 被 安 打 | 被 本 塁 打 | 与 四 球 | 敬 遠 | 与 死 球 | 奪 三 振 | 暴 投 | ボ 丨 ク | 失 点 | 自 責 点 | 防 御 率 | W H I P |
| -------- | -------- | ----- | ----- | ----- | ----- | -------- | ----- | ----- | -------- | ----------- | ----- | ----- | -------- | -------- | ----------- | -------- | ----- | -------- | -------- | ----- | -------- | ----- | -------- | -------- | ------- |
| 1998     | 現代     | 1     | 0     | 0     | 0     | 0        | 0     | 0     | 0        | 0           | ----  | 4     | 1.0      | 0        | 0           | 0        | 0     | 0        | 0        | 0     | 0        | 0     | 0        | 0.00     | 0.00    |
| 1999     | 現代     | 14    | 1     | 0     | 0     | 0        | 2     | 1     | 0        | 0           | .667  | 104   | 23.2     | 25       | 2           | 10       | 0     | 1        | 13       | 1     | 0        | 12    | 12       | 4.56     | 1.48    |
| 2000     | 現代     | 2     | 0     | 0     | 0     | 0        | 0     | 0     | 0        | 0           | ----  | 15    | 3.1      | 5        | 0           | 0        | 0     | 0        | 4        | 0     | 0        | 2     | 2        | 5.40     | 1.50    |
| 2001     | 現代     | 4     | 0     | 0     | 0     | 0        | 0     | 0     | 0        | 0           | ----  | 14    | 3.0      | 3        | 0           | 1        | 0     | 1        | 0        | 0     | 0        | 0     | 0        | 0.00     | 1.33    |
| KBO：4年 | KBO：4年 | 21    | 1     | 0     | 0     | 0        | 2     | 1     | 0        | 0           | .667  | 137   | 31.0     | 33       | 2           | 11       | 0     | 2        | 17       | 1     | 0        | 14    | 14       | 4.06     | 1.42    |

### 出身学校
- 1991年 - 1994年、釜山商業高等学校（朝鮮語版）
- 1994年 - 1998年、漢陽大学校 (1994学番)

### 背番号
- 16 （1998年 - 2002年）
- 23 （2003年）
- 00 （2015年）
- 91 （2016年 - 2018年）
- 98 （2019年 - 2021年）